# L'Attaque des morts-vivants
Série
Zombie 4
(1989)
Pour plus de détails, voir Fiche technique et Distribution.
L'Attaque des morts-vivants ou Zombie 5 (Killing Birds) est un film italien réalisé par Claudio Lattanzi et Joe D'Amato, sorti en 1988.

## Synopsis
Des étudiants en ornithologie investissent une maison abandonnée en Louisiane pour y étudier les oiseaux. Ils ignorent que 20 ans auparavant un massacre sanglant s'est déroulé dans cette demeure. Les morts revivent et les attaquent.

## Fiche technique
- Titre original : Killing Birds
- Titre français : L'Attaque des morts-vivants
- Réalisation : Claudio Lattanzi et Joe D'Amato
- Scénario : Daniele Stroppa, Claudio Lattanzi et Sheila Goldberg
- Photographie : Joe D'Amato
- Musique : Carlo Maria Cordio
- Pays de production : Italie
- Langues originales : anglais, italien
- Genre : horreur
- Date de sortie : 
  - France : 13 juillet 1988
  - Italie : 19 août 1988

## Distribution
- Lara Wendel : Anne
- Robert Vaughn : Dr. Fred Brown
- Timothy W. Watts : Steve Porter
- Leslie Cumming : Mary
- James Villemaire : Paul
- Sal Maggiore : Brian
- James Sutterfield : Rob
- Lin Gathright : Jennifer
- Brigitte Paillet : La mère de Steve
- Nona Paillet : La grand-mère de Steve
- Ellis Paillet : Le grand-père de Steve
- John H. Green : Dr Green